# Acido cerotico
L'acido cerotico, o acido esacosanoico, è un acido carbossilico appartenente alla classe dei cosiddetti acidi grassi saturi avente una catena carboniosa formata da 26 atomi di carbonio e formula chimica CH3(CH2)24COOH. Dato un simile numero di carboni, maggiore di 22, a formare la catena, l'acido cerotico è classificabile come acido grasso a catena molto lunga.
Praticamente insolubile in acqua, è solubile invece in etanolo, eteri, cloroformio, solfuro di carbonio e trementina.

## Fonti
Comuni fonti dell'acido cerotico, da cui esso può essere estratto attraverso frazionamento, sono la cera d'api, la cera carnauba e il grasso della lana.
Come altri acidi grassi a catena molto lunga nelle piante l'acido cerotico viene sintetizzato attraverso vari passaggi di elongazione avendo come precursori acili grassi con 16 o 18 atomi di carbonio a cui si aggiungono due atomi di carbonio originati dal malonil CoA . Ogni fase di allungamento richiede quattro reazioni enzimatiche: condensazione tra un precursore acilico e malonil-CoA, seguita da una riduzione, disidratazione e un'altra riduzione. L'acido cerotico può essere rilevato nei glucidi estratti dai semi di varie piante: Pentaclethra macrophylla (≈5%), Heisteria silvanii  (≈4%), Apios mellifica Boerh  (≈5%), Eriobotrya japonica  (≈9%), Brachystegia eurycoma (≈4%).

## Impatto clinico
Come accade per molti altri acidi grassi a catena lunga, i quali, non potendo essere metabolizzati nei mitocondri devono essere lavorati nei perossisomi, anche nel caso dell'acido cerotico, patologie da accumulo perossisomiale possono essere associate a difetti del suo metabolismo. Il particolare, questo acido è spesso associato all'adrenoleucodistrofia (ALD), una malattia genetica rara dei perossisomi, dovuta più correttamente a un mancato collegamento fra questi e il gene ABCD1, localizzato nella regione Xq28 del cromosoma X. Il suo accumulo in tale malattia indica che nell'uomo esso è il prodotto finale del processo di elongazione degli acidi grassi, che non vengono prolungati ulteriormente. Tale malattia porta a un accumulo nel sangue e nei tessuti di queste sostanze (acido cerotico e suoi precursori), con un conseguente effetto distruttivo sulla mielina, un tessuto grasso complesso del tessuto neuronale che ricopre molti nervi del sistema nervoso centrale e periferico. Senza la mielina i nervi non riescono a condurre un impulso, portando a una crescente disabilità mentre la distruzione della mielina continua a crescere e a intensificarsi.
Nel trattamento dell'ALD che prevede l'utilizzo dell'olio di Lorenzo si raccomanda l'assunzione più limitata possibile di acido cerotico. L'accumulo di acido cerotico è stato riscontrato in pazienti affetti da altre malattie ereditarie del metabolismo, come la sindrome Zellweger, malattia di Refsum, malattia di Menkes.